# Лагоди
Ла́годи —  село в Україні, у Зіньківській міській громаді Полтавського району Полтавської області. Населення становить 60 осіб. До 2020 орган місцевого самоврядування — Артелярщинська сільська рада.

## Географія
Село Лагоди знаходиться на правому березі річки Мужева Долина, вище за течією на відстані 3 км розташоване село Василе-Устимівка, нижче за течією на відстані 5 км розташоване село Дейкалівка, на протилежному березі - село Гришки. По селу протікає пересихаючий струмок з загатою.

## Населення

### Мова
Розподіл населення за рідною мовою за даними перепису 2001 року:
| Мова       | Кількість | Відсоток |
| ---------- | --------- | -------- |
| українська | 60        | 100%     |

## Історія
12 червня 2020 року, відповідно до розпорядження Кабінету Міністрів України № 721-р «Про визначення адміністративних центрів та затвердження територій територіальних громад Полтавської області», село увійшло до складу Зіньківської міської громади.
19 липня 2020 року, в результаті адміністративно - територіальної реформи та ліквідації Зіньківського району, село увійшло до складу новоутвореного Полтавського району Полтавської області.